# Ayuntamiento de Odesa
El edificio del Ayuntamiento de Odesa, anteriormente Edificio de la Antigua Bolsa, Odesa Duma, es un hito arquitectónico de Odesa, un edificio histórico. El Ayuntamiento de Odesa se encuentra en el edificio. Fue construido en estilo neoclásico y está ubicado en la Plaza Duma, que da al bulevar Primorsky, en el lado opuesto del cual se encuentra el palacio del Príncipe Vorontsov.
El 23 de mayo de 1829 se colocó su primera piedra, pero la construcción se detuvo en junio de 1829 por la cuarentena anunciada por la epidemia de peste. La cuarentena se levantó en diciembre de 1829. El edificio fue construido según el proyecto de Francesco Boffo y Giorgio Torricelli. La finalización de la construcción estaba prevista en 1834, pero debido a problemas para corregir las deficiencias, la construcción se retrasó hasta 1837.
Inicialmente, la fachada estaba decorada con dos filas de columnas, detrás de las cuales había un patio abierto. Con el fin de aumentar el área para transacciones de cambio, en 1871-1873 se reconstruyó bajo la dirección del arquitecto F. Morandi. La segunda fila de columnas fue reemplazada por un muro con una entrada frontal. El patio cubierto y reconstruido recibió el nombre de Salón Blanco. A la izquierda y derecha de las columnas, en los nichos, hay esculturas de Mercurio y Ceres, realizadas por el escultor de Odesa Luigi Iorini. Sobre la entrada se instala un reloj fabricado por la firma inglesa "Smith and Sons" en 1868. Sobre el reloj hay dos figuras femeninas. — Día y Noche, que simbolizan la eternidad del tiempo.
En 1899, la bolsa de valores se trasladó a un nuevo edificio, que ahora es el edificio de la Orquesta Filarmónica de Odesa. La Duma de la ciudad estaba ubicada en el edificio de la bolsa de valores.
Cada media hora, las campanadas del reloj tocan el himno nacional de Odesa - la melodía "Odesa, my native city" de la opereta "White Acacia" (la misma melodía se usa para saludar a los trenes que llegan a la estación de tren). Esta melodía es de la opereta "Acacia blanca" del compositor soviético Isaak Dunaevsky.
Frente al edificio hay un monumento a Alexander Pushkin.

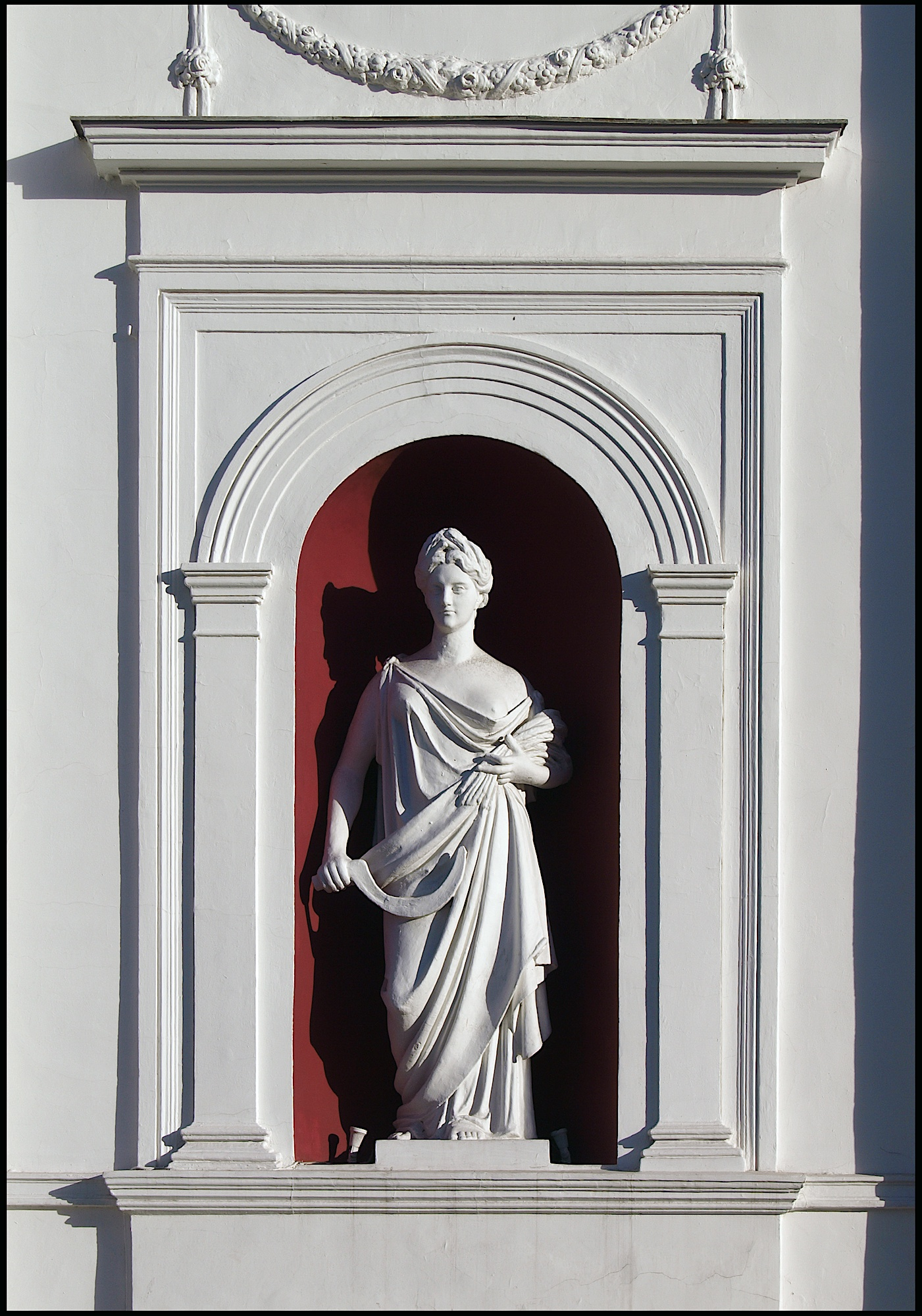
Escultura de Ceres
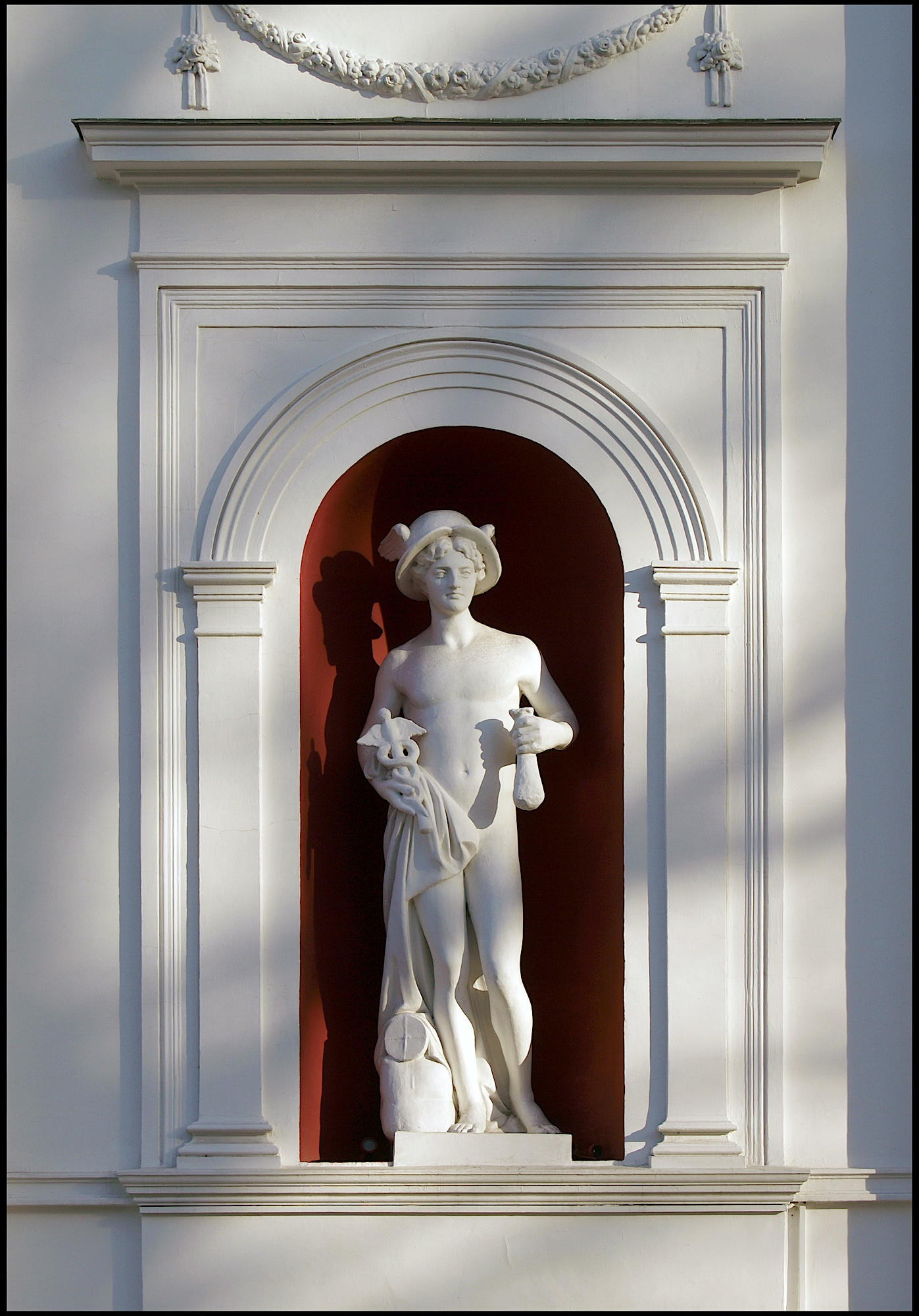
Escultura de mercurio
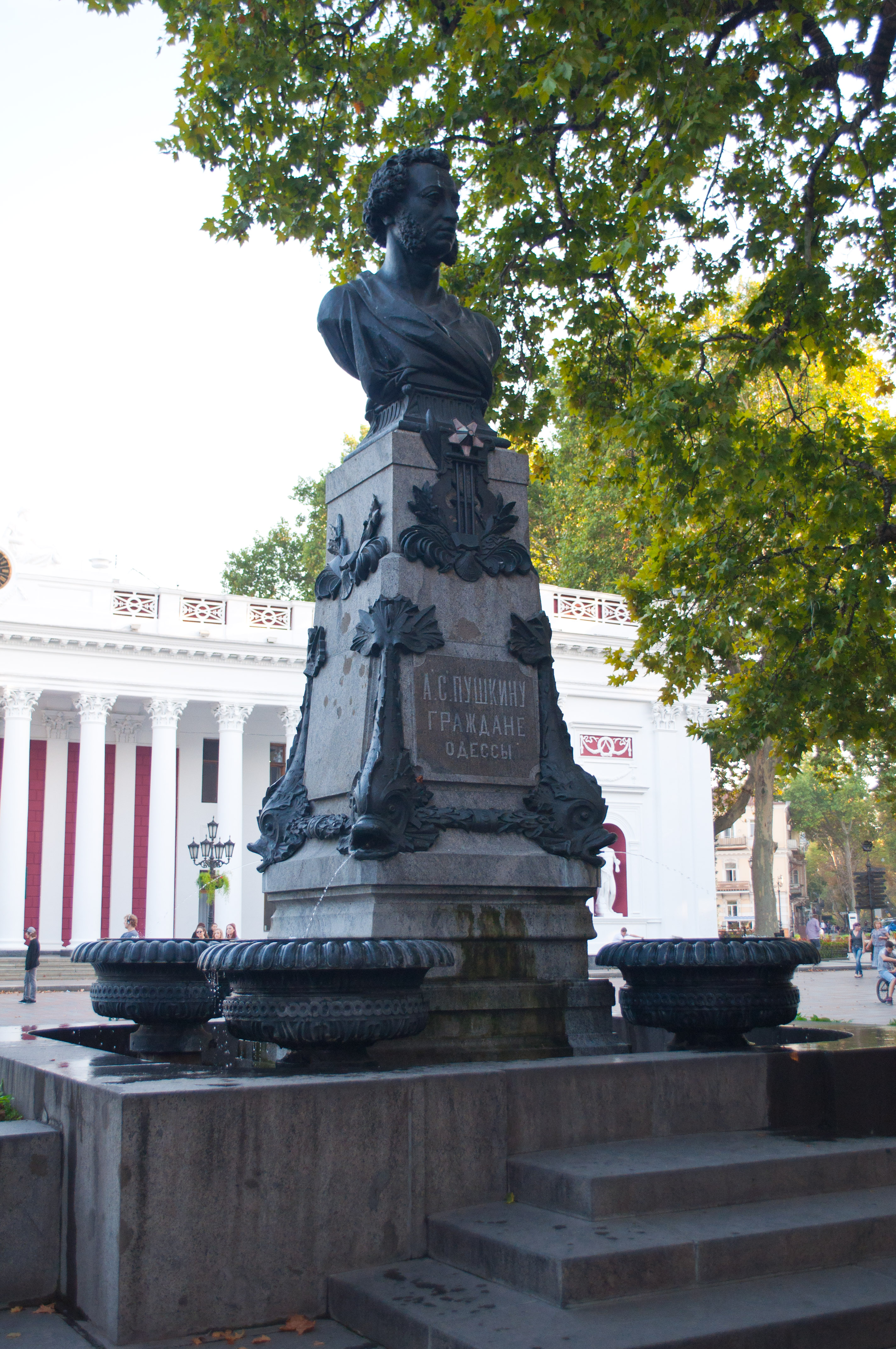
Monumento a OS Pushkin
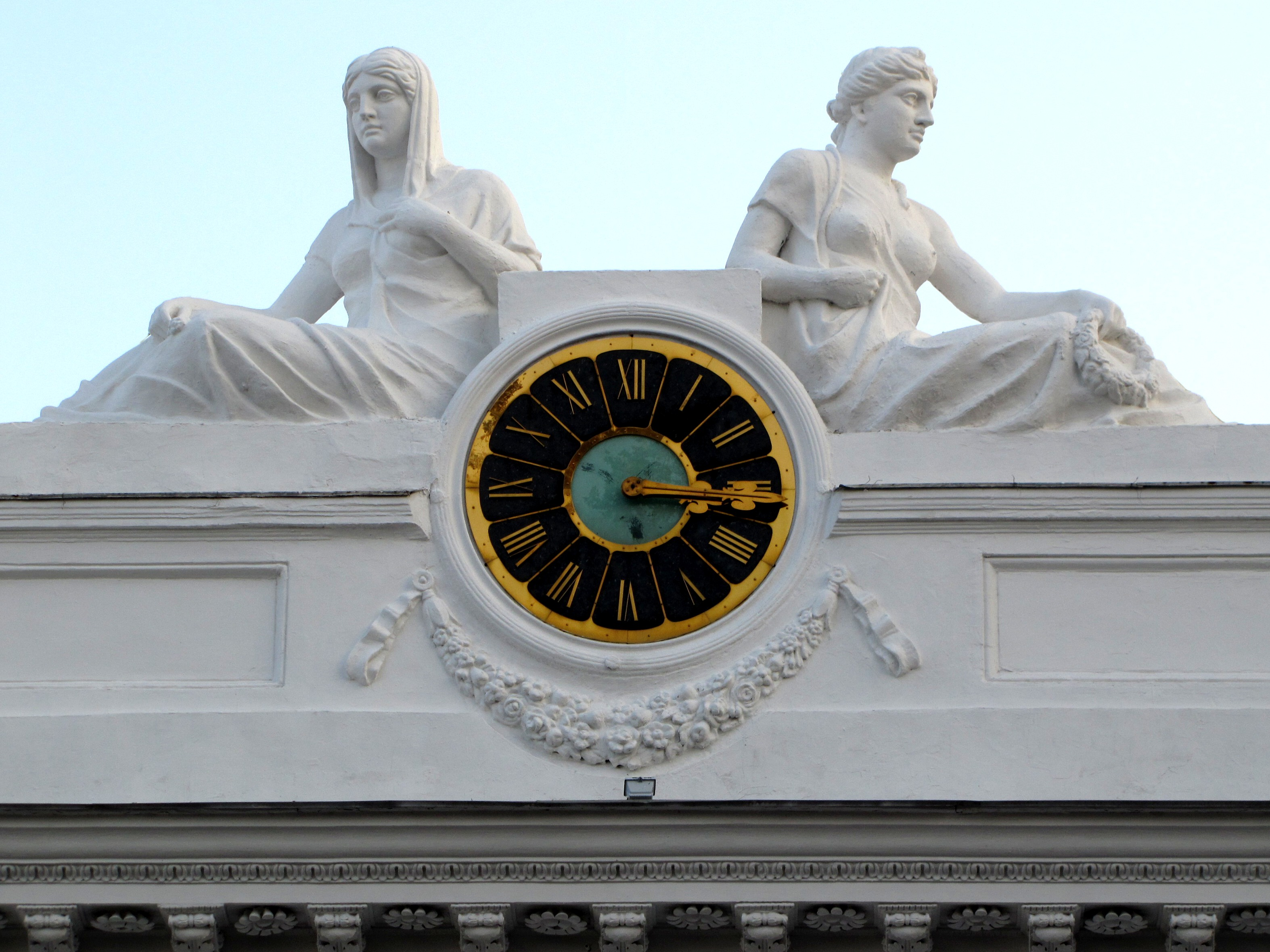
El reloj encima de la entrada al Ayuntamiento